# Русско-шведская война (1788—1790)
Ру́сско-шве́дская война́ (1788—1790) (швед. Svensk-ryska kriget 1788–90), в шведской историографии Русская война Густава III (швед. Gustav III:s ryska krig) — война, начатая Швецией и поддержанная Великобританией, Голландией и Пруссией с целью возвращения территорий, утраченных в ходе предшествующих войн с Россией. На стороне России в 1788—1789 гг. выступало Датское королевство.

## Причины войны
Война стала результатом противостояния «партии колпаков», буржуазных сил, опирающихся на парламент, и «партии шляп», родовой аристократии, пришедшей к власти в результате государственного переворота Густава III. Россия выступала одним из гарантов шведской конституции и поддерживала шведских буржуа, интересы которых состояли в сохранении мира и развитии торговли с Россией, однако после монархической реставрации Густава III парламент утратил влияние на внешнюю политику Швеции. В 1775 году молодой король приступил к подготовке войны с Россией, которая должна была вернуть Швеции былое господство на Балтике, после чего станет возможно осуществить план по завоеванию Норвегии. Война должна была поправить и шведские финансы. С началом в 1787 году войны с Турцией правительства Турции и Франции выделяли Швеции крупные субсидии на войну с Россией. С началом революционных событий во Франции (1789), спонсором партии войны против России стала Англия.

## Повод к началу войны
Весной 1788 года с подачи Густава III в Швеции распространилась информация о том, что российская эскадра, назначенная для действий в Средиземном море, вооружается для захвата Карлскроны, что послужило поводом к дальнейшей мобилизации. Екатерина II, долгое время отрицавшая серьёзность шведских приготовлений к войне, через посла в Стокгольме графа А. К. Разумовского передала министру иностранных дел Швеции сообщение о намерении сохранить мирные отношения сторон и действие всех соглашений, ранее заключённых между Россией и Швецией. По указанию Разумовского данная записка стала достоянием гласности и была опубликована в шведской печати, что Густав III воспринял как оскорбление. В ответ на это король 25 июня предъявил российской императрице Екатерине II ультимативные требования: наказать графа Разумовского, за якобы происки его, клонившиеся к нарушению мира между Россией и Швецией; уступка Швеции всех частей Финляндии и Карелии, приобретённых Россией по Ништадтскому и Абоскому договорам, и перенос границы на реку Сестра; принятие посредничества Швеции для заключения мира с Турцией на условиях Оттоманской порты, включая уступку Крыма Турции; разоружение русского флота и возвращение кораблей, вышедших в Балтийское море. Разумовскому было предписано покинуть Швецию в срок три недели. Ответом на это была высылка шведского посольства из Санкт-Петербурга.
Не имея согласия от риксдага на начало войны, Густав III подготовил инцидент. Ведущий портной Королевской оперы получил заказ на пошив нескольких комплектов российской военной униформы. 27 июня 1788 года переодетые в эту форму шведские солдаты напали на финское местечко Пуумала. «Нападение» России убедило риксдаг согласиться на план Густава III по ведению «оборонительной войны» против России.

## Подготовка и план
Сознавая значительную неподготовленность России к борьбе на Балтийском море, Густав III довёл численность флота до 23 линейных кораблей, 11 фрегатов, а гребной флот — до 140 кораблей. Российский Балтийский флот (49 кораблей и 25 фрегатов) превосходил шведский по численности, а не по качеству. Но из-за ветхости и старости половина кораблей не могла выйти из портов; почти все пригодные к бою корабли были высланы в Архипелаг.
План нападения на Россию заключался в следующем: сосредоточение сухопутных войск в Финляндии, чтобы оттянуть от Санкт-Петербурга русскую армию и освободить побережье; генеральное сражение на море, поражение российского флота, блокада Кронштадта, где, по мнению короля, должны были укрываться оставшиеся русские войска; отделение 20-тысячного корпуса и погрузка его на гребные суда с целью беспрепятственного прохода в Санкт-Петербург. Оттуда король хотел диктовать условия мира России. Имея сведения о неготовности России, Густав III не сомневался в успехе.

## Кампания 1788 года
Воспользовавшись тем, что главные русские силы были отвлечены на войну с Турцией, шведская армия в количестве 38 тысяч человек под командованием короля Густава III вторглась 21 июня (2 июля) 1788 года на территорию России. Нападение на Россию вызвало сильный переполох в Петербурге — ни флот, ни армия не были готовы к войне, это сознавали все. Русских войск на шведской границе успели собрать всего лишь около 14 тысяч, частью недавно набранных. Ими был назначен командовать генерал-аншеф В. П. Мусин-Пушкин.
21 июня (2 июля) 1788 года отряд шведских войск перешёл границу, ворвался в предместье Нейшлота и начал бомбардировать эту крепость, в гарнизоне которой находилось 200-230 человек. Сама крепость к моменту осады не модернизировалась около 50 лет. Но однорукий комендант Нейшлота — майор Кузьмин, командовавший гарнизоном, на ультиматум шведского короля открыть ворота и подчиниться ответил: «Я без руки и не могу отворить ворота, пусть его величество сам потрудится». Артиллерийский обстрел не дал никаких результатов, и отряд, осаждавший Нейшлот, вынужден был отступить.

В этой связи императрица писала Григорию Потёмкину:
«По двудневной стрельбе на Нейшлот шведы пошли грабить Нейшлотский уезд. Я у тебя спрашиваю, что там грабить можно? […] Своим войскам в Финляндии и шведам (Густав) велел сказать, что он намерен превосходить делами и помрачать Густава Адольфа и окончить предприятия Карла XII. Последнее сбыться может, понеже сей начал разорение Швеции».
7 июля шведский флот был уведомлен о том, что вступает в силу состояние войны с Россией, и уже 8 июля застал врасплох два неподготовленных русских фрегата — 32-пушечный «Ярославец» и 24-пушечный «Гектор», которые были захвачены вместе со своим экипажем из 450 человек. 6 (17) июля 1788 г. в сражении у острова Гогланд русская эскадра под командованием адмирала Грейга отразила натиск шведского флота под командованием брата короля — герцога Карла Зюдерманландского, вынудив его отойти в Свеаборг. Тактически сражение закончилось разменом двух линейных кораблей. В стратегическом плане, это была победа русского флота, перечеркнувшего морские планы шведов.
28 июля шведский прибрежный флот вступил в непродолжительное столкновение с группой русских галер возле Фридрихсгама и вынудил их отступить под защиту укреплений. Первоначальные попытки шведской высадки начались 2 августа, но плохая погода помешала высадке основных сил, а контратака русских вынудила шведский десант из 300 человек вернуться на свои корабли. 3 августа высадка прошла успешно примерно в 10 км к юго-востоку от города, и к вечеру шведские войска продвигались к Фридрихсгаму. Однако сопротивление русских войск рано утром 4 августа убедило шведский десант вернуться на свои корабли.
4000 человек генерала Карла Густава Армфельдта Младшего должны были поддержать захват Фридрихсгама прибрежным флотом и пересекли границу, достигнув плацдарма к северу от Фридрихсгама. Ещё 1100 человек находились под командованием полковника Густава Маурица Армфельта. Когда неудача под Фридрихсгамом стала очевидной, шведские войска были отброшены к границе.
Попытки быстро захватить Фридрихсгам закончились полным провалом по нескольким причинам, одной из наиболее ярких из которых было усиление волнений против короля среди офицеров. Шведские офицеры, недовольные войной, 9 августа предъявили политические требования королю (Аньяльский союз), требуя ликвидации абсолютизма, и пытались получить поддержку правительства Екатерины, однако не добились её. Положение короля Густава III, окруженного мятежными офицерами, значительно улучшилось, когда стало известно об угрозе войны со стороны Дании, и он смог вернуться в Швецию 25 августа, не будучи обвиненным в дезертирстве, и заняться созданием народного ополчения для обороны собственных земель.
Русский флот уже в начале августа, вскоре после Гогландского сражения, двинулся на блокаду шведского флота в Свеаборге, поскольку шведы не смогли подготовить свой флот к бою. В конце августа небольшой отряд русского флота под командованием Джеймса Травенена перерезал безопасный прибрежный морской путь мимо Ханко. Это вызвало серьёзные проблемы со снабжением шведского флота и армий, которые находились в основном к востоку от мыса.
Небольшой отряд берегового флота под командованием подполковника Виктора фон Стедингка попытался отогнать русских, но у него не хватило для этого сил. Получив подкрепление, шведам удалось 17 октября вступить в бой с крупными русскими соединениями на время, достаточное для того, чтобы небольшие канонерские лодки смогли проскользнуть через блокаду и протащитить транспорты к западу от мыса, что, вероятно, спасло транспорты с припасами для армии и флота от захвата. Через несколько дней русские покинули свои позиции, позволив шведским транспортам беспрепятственно доставлять припасы. Поскольку Свеаборг не мог ремонтировать и переоборудовать корабли, ему пришлось отплыть в Карлскруну. Однако приготовления и неподходящая погода отложили отход до 20 ноября, когда море у Свеаборга уже замерзло и некоторые корабли пришлось освобождать, распилив для них лед. Неделю спустя флот достиг Карлскруны без каких-либо потерь.
Осенью 1788 года также все шведские сухопутные войска ушли с территории России, разграбив населённый финнами Нейшлотский уезд. В конечном итоге, кампания 1788 года окончилась для Густава провалом, поскольку его блицкриг не реализовался.

## Кампания 1789 года
Пытаясь помешать русским кораблям перерезать прибрежные морские пути, шведы зимой 1788/1789 года построили несколько укреплений в Ханко и на окружающих его островах. Дополнительные укрепления были построены к западу от Ханко, недалеко от Корпо. Однако мыс Порккала остался без укреплений.
Основная часть шведской армии в Финляндии, состоящая из 13 000 человек под командованием генерала Йохана Августа Мейерфельдта Младшего, была размещена у реки Кюммене, а ещё 5 000 человек - в Саволаксе. Хотя войскам все ещё не хватало припасов, их дисциплина и моральный дух значительно улучшились по сравнению с тем, что было в 1788 году.
Российский флот вышел в море уже в середине мая; к 22 мая несколько кораблей провели разведку шведской обороны в Ханко, но после непродолжительного боя русские корабли отошли. Основные силы российского флота (25 кораблей, в том числе 20 линейных) под командованием адмирала В. Я. Чичагова встретились 15 (26) июля у острова Эланд со шведским флотом (29 кораблей, в том числе 21 линейный) под командованием герцога Карла Седерманландского и вступили с ним в битву. Ни одна из сторон не добилась победы: шведы направились к Карлскруне, а русский флот соединился с русской эскадрой в датских водах. Бушующая эпидемия большую часть года удерживала шведский флот в Карлскруне.
В середине июня 1789 года русские войска под командованием В. П. Мусина-Пушкина и И. И. Михельсона общими силами примерно 10 000 человек против 4 000 шведских защитников атаковали Саволакс с трех разных направлений. Проиграв второе сражение при Парассалми, шведская армия была вынуждена отступить, оставив важный проход Пуумала русским. Тем временем король Густав III взял под свой контроль основные силы шведской армии и 25 июня начал наступление на Вильманстранд. 28 июня шведы одержали победу при Уттисмальме, но вместо того, чтобы продвигаться к Вильманстранду, король направился к Фредериксгаму. Однако шведское наступление снова застопорилось. Русская оборона возле Фредериксгама была очищена до 18 июля, но все это время российская армия продолжала перемещать свои силы на юг от Саволакса на главное направление. Отряд Каульбарса (около 2000 человек), отправленный для наступления на русских, был разбит у Кайпиаса, и в итоге всей шведской армии пришлось снова отойти к границе.
Уход русских из Саволакса позволил шведским частям в этом районе под командованием полковника Курта фон Стедингка перейти в наступление. Его бригада продвинулась к Нейшлоту и выиграли несколько боёв, сначала у холма Паркуинмяки, а затем у Лайтаатсилта. В результате кампании мало что изменилось: Саволакская бригада вернула утраченные земли, и только Пуумала остался под контролем русских.
Русский прибрежный флот под командованием Карла Генриха фон Нассау-Зигена начал 24 августа атаку на шведский прибрежный флот адмирала К. Эренсверда, отогнав шведскую эскадру, разведавшую район возле Фредериксгама. За этим последовала атака на главный плацдарм шведского прибрежного флота в Свенсксунде. Шведы перегородили единственный доступный для крупных судов пролив Роченсальм, затопив там три судна. Нассау-Зиген начал атаку с двух сторон. Южный отряд под командованием генерал-майора И. П. Балле в течение нескольких часов отвлекал на себя основные силы шведов, в то время как с севера пробивались основные силы под командованием контр-адмирала Ю. П. Литта. Корабли вели огонь, а особые команды матросов и офицеров прорубали проход. Через пять часов Роченсальм был расчищен, и русские ворвались на рейд и уничтожили 39 кораблей. Одержав победу, они воспользовались этим и скоординированным наступлением как прибрежного флота, так и армии, сумели отбросить оставшихся шведов за реку Кюмень.
Российская блокада доставила шведам значительные неприятности. После 24 августа 1789 года началась блокада Порккалы. 18 сентября началась атака на Барёсунд силами 4 линейных кораблей, одного фрегата и 6 катеров. Бои продолжались два часа и стоили шведам одной галеры, русским — одного линейного корабля и нескольких других поврежденных, но в результате русский флот получил контроль над проливом Барёсунд. Спорадические бои на архипелаге возле Порккалы продолжались, и 23 сентября русские захватили у шведов остров Эльгшён, но потеряли его 30 сентября, когда прибыло шведское подкрепление. Российский флот внезапно покинул этот район 23 октября, возможно, из-за известия о том, что шведский флот вышел в море. Российский отход открыл безопасный прибрежный морской путь для шведских транспортов.

## Кампания 1790 года
Императрица Екатерина была недовольна командованием Мусина-Пушкина и перед кампанией 1790 года назначила новым командующим русскими войсками в Финляндии генерал-адъютанта графа И. П. Салтыкова. Было отдано распоряжение о новом рекрутском наборе.

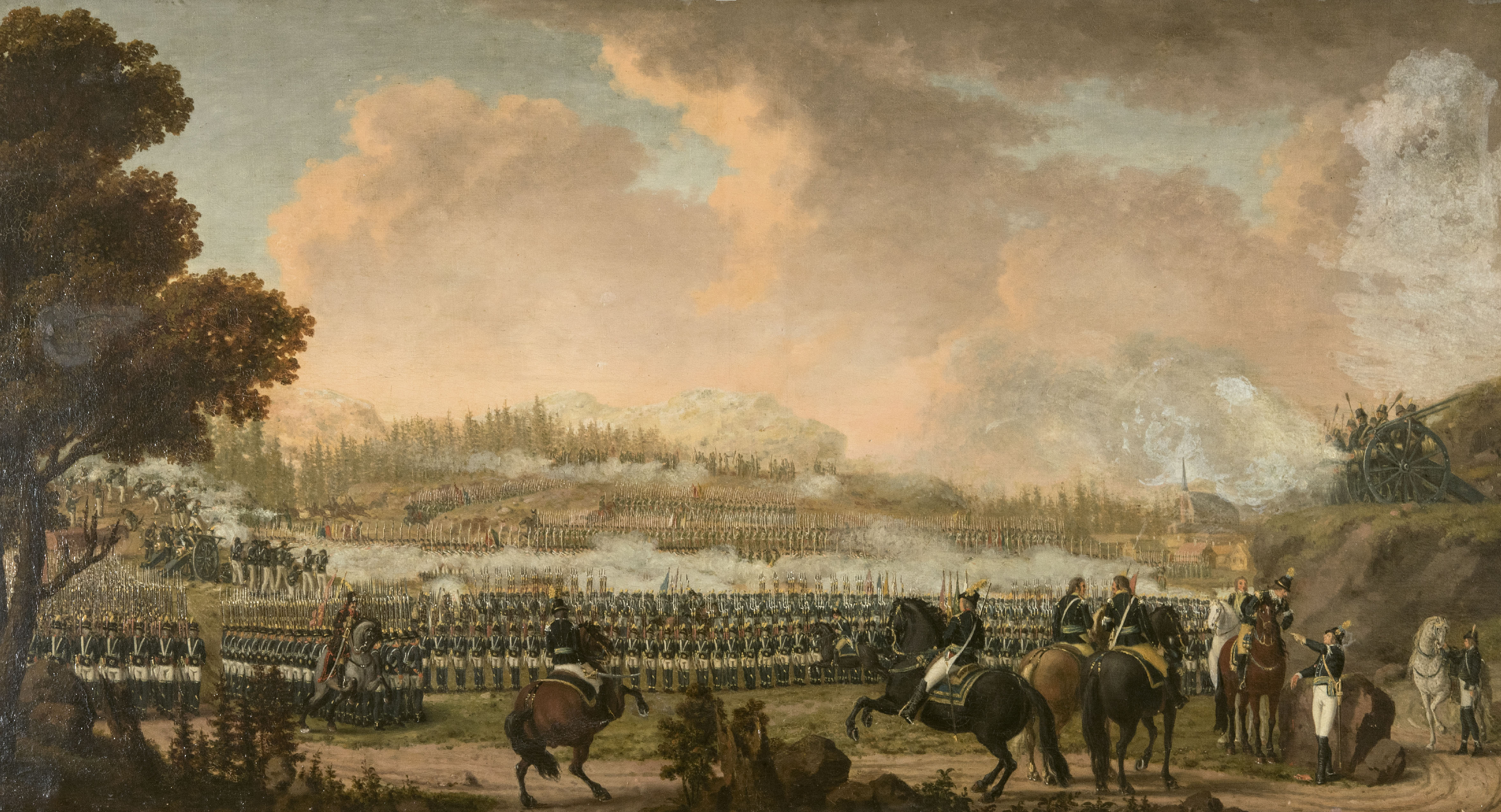
Сражение при Валкеале

Несмотря на то, что основные усилия шведов на кампанию 1790 года планировались на море, в первую очередь они атаковали на суше. Густав, лично прибывший к армии, начал поход со стороны Саволакса. Шведы перетащили по замерзшим рекам и озёрам пушки и 15 апреля в бою при Пардакоски разбили передовой русский отряд, а затем в сражении при Валкеале (29 апреля) повторили свой успех. В этом деле король был легко ранен. Раздосадованная поражениями императрица приказала вернуть утраченные позиции, отправив генералов О. А. Игельстрёма и принца Ангальт-Бернбургского, но в сражении при Керникоски 30 апреля русские войска потерпели очередное поражение.

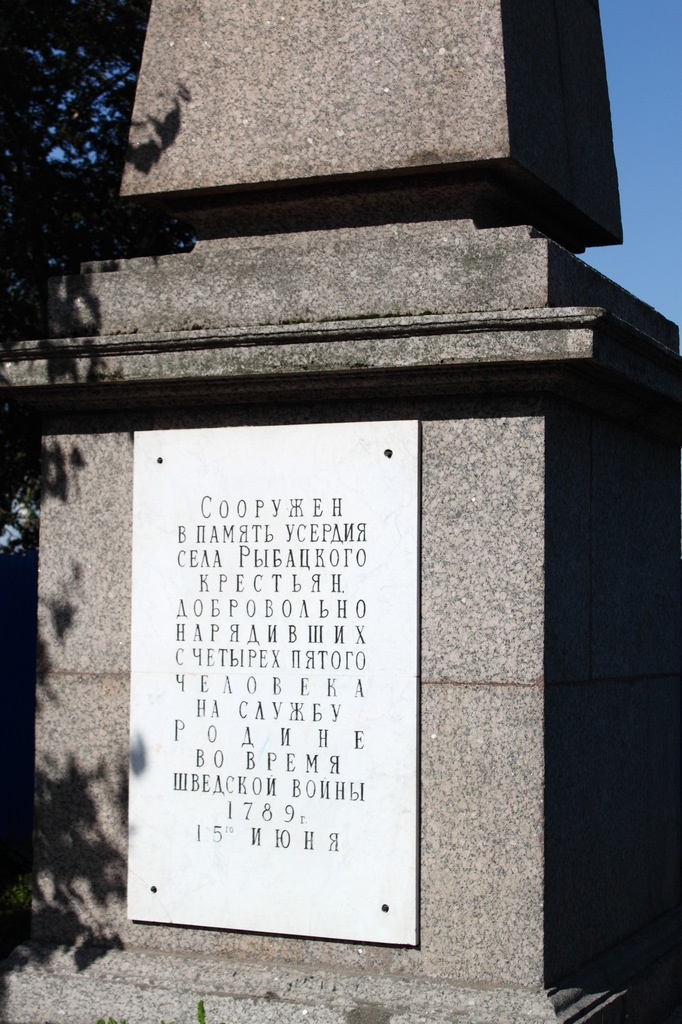
Монумент памяти рекрутам, участвовавшим в Шведской войне (Рыбацкое (Санкт-Петербург)

Южнее, вдоль Финского залива, русские войска действовали более успешно. 20 апреля (1 мая) 1790 г. русские начали в районе Аньялы и Хирвикоски интенсивный обстрел противоположного берега Кюмийоки, и в ночь на 24 апреля (5 мая) в Аньяле они пересекли реку на лодках. Батареи шведов попали в руки противника, и сломленные оборонявшиеся отступили за Вилликкалу. В Хирвикоски русские той же ночью заняли береговой плацдарм. Положение шведов серьёзно ухудшилось, они стали собирать свои войска в Вилликкале, и королю пришлось отдать приказ о возвращении на западный берег Кюмийоки и отряду в Валкеале. Однако боевые действия на суше зашли в тупик и уже в июне превратились в позиционную войну.
Густав III возобновил план высадки десанта недалеко от Санкт-Петербурга, на этот раз под Выборгом. Прибрежный флот начал наступление 8 мая под командованием самого короля, не дожидаясь эскадр прибрежного флота из Швеции или Померании. Прибрежный флот атаковал русский флот у Фридрихсгама 15 мая, одержав чистую победу. Однако попытки захватить город и его укрепления не увенчались успехом. Вместо того чтобы блокировать город, шведы предпочли продолжить движение в направлении Выборга, совершая набеги на российский берег вдоль побережья, и 2 июня достигли Березовых островов, откуда попытались поддержать корабельный флот в Красногорском сражении. Русская Кронштадтская эскадра (29 кораблей, в том числе 17 линейных, командующий — вице-адмирал А. И. Круз) атаковала эскадру герцога Зюдерманландского (34 корабля, в том числе 22 линейных). Бой длился два дня (23—24 мая (3—4 июня)) без явного перевеса сторон, но, получив известие о подходе русской Ревельской эскадры, разбившей 13 мая шведский флот в Ревельском сражении, шведы отступили и укрылись в Выборгском заливе.
После неудачи у Красной Горки эскадра герцога Седерманландского в Выборгском заливе встретилась с гребной флотилией под командованием короля Густава III. Кронштадтская эскадра вице-адмирала А. Круза, встретившись с Ревельской эскадрой адмирала Чичагова, блокировала Выборгский залив. Около месяца противники предпринимали вылазки друг против друга. 3 июля подул благоприятный для шведов ветер, и они пошли на прорыв. Им удалось прорваться и уйти в Свеаборг. При этом, адмирал Чичагов, преследовавший флот противника, проявил медлительность и нерешительность. Шведы потеряли 67 кораблей, в том числе 7 линейных и три фрегата; русский флот потерь в кораблях не имел. В результате этого сражения был окончательно сорван шведский план по высадке десанта и захвату Санкт-Петербурга.

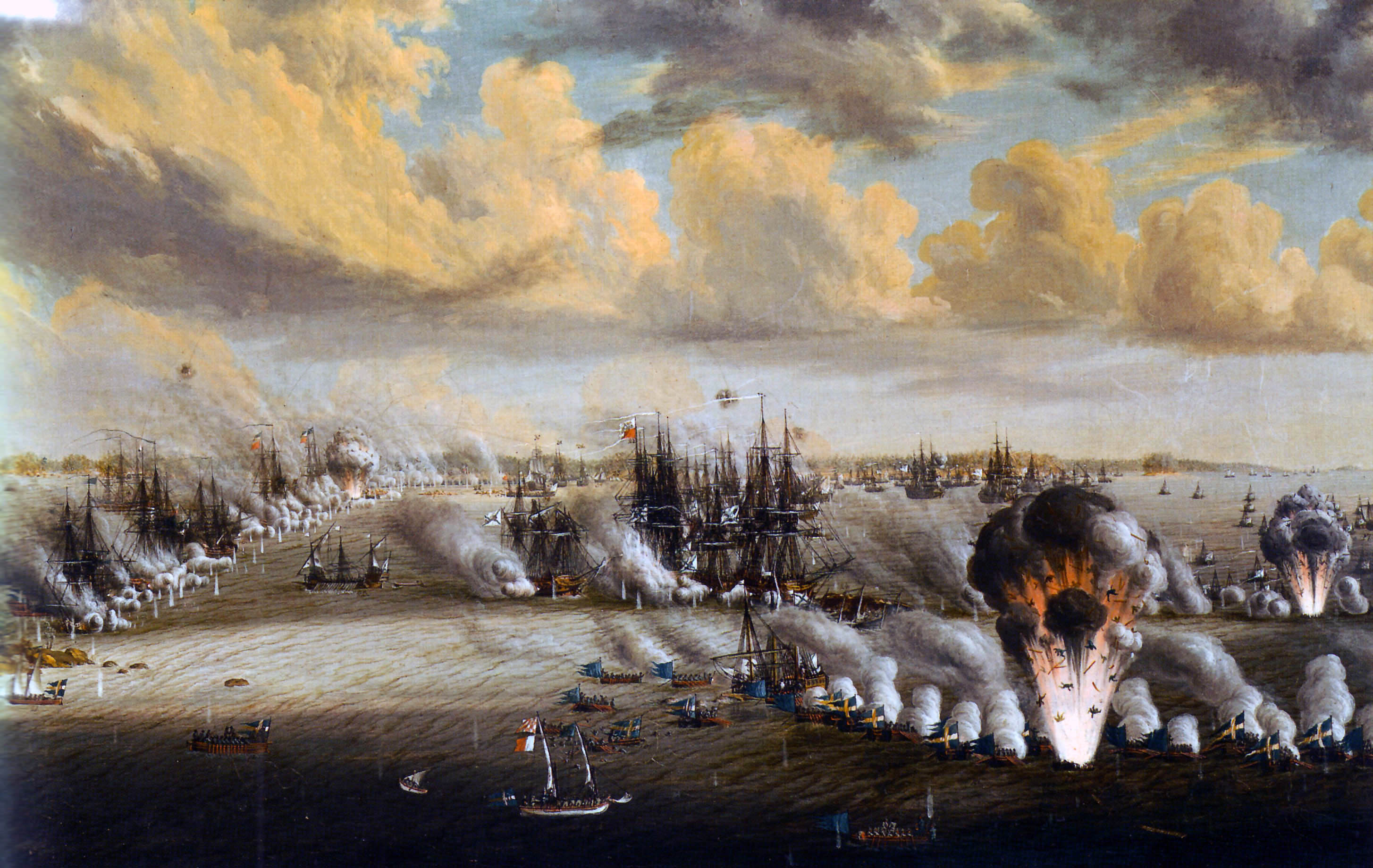
Второе Роченсальмское сражение

Шведы вновь укрылись на Роченсальмском рейде, но по сравнению с первым сражением значительно усилили оборону, в частности, разместили на островах батареи и поставили на якоря гребной галерный флот. Командовал шведским флотом Густав III (196 кораблей, 28 крупных), русским — Карл Нассау-Зиген (152 корабля, 31 крупный). Русские решили прорываться на рейд с одной стороны пролива. Нассау-Зиген подошёл к Роченсальму в 2 часа ночи 9 июля, и, не проведя разведки, в 9 часов утра начал бой, который длился до 23 часов вечера. Воспользовавшись сильным ветром, небольшие шведские суда умело маневрировали и смешали строй русских галер, которые, в свою очередь, смешали строй русских фрегатов и шебек. Всего в этом бою погибли 52 русских корабля, многие из которых были выброшены на камни или подожжены своими командами. В ходе беспорядочного отхода большинство русских фрегатов, галер и шебек разбились о скалы, опрокинулись и утонули. Некоторые русские суда были взяты на абордаж. Катастрофическое поражение русского флота во втором Роченсальмском сражении повысило авторитет короля Швеции у подданных.
Несмотря на недавний успех, Густав III считал, что его шансы на успешное продолжение войны невелики. Его правительство также страдало от постоянно растущего долга, вызванного военными расходами. С другой стороны, императрица Екатерина II была убеждена, что шведов нелегко победить, и стремилась к миру в неважной для неё войне.

## Верельский мирный договор
Русско-шведская война 1788—1790 закончилась подписанием Верельского мирного договора 3 (14) августа 1790 года (Вереле, ныне Вяряля в Финляндии) на условиях сохранения довоенных границ.
Важнейшим условием договора стал формальный отказ России от ссылки на установившийся в Швеции во время «Эры свободы» практически парламентский государственный строй, гарантом которого она всё ещё являлась. Власть парламента была свергнута Густавом III в ходе государственного переворота в 1772 году.
Все территориальные претензии Швеции Россия отвергла. Отдельной секретной договорённостью Россия предоставила Густаву III денежные субсидии на покрытие его частных военных долгов. Известие о мире радостно восприняли российские и шведские офицеры, а также монархи, быстро восстановившие взаимную доброжелательность. В Лондоне, Берлине и Константинополе решение Густава III об окончании войны против России вызвало крайнее неудовольствие.

## В культуре
- Никлас Натт-о-Даг. 1793. История одного убийства